# فهرست هتل‌های کردستان
| ردیف | نام                       | درجه    | آدرس                             |
| ---- | ------------------------- | ------- | -------------------------------- |
| ۱    | هتل بین‌المللی لاله        | ۵ ستاره | بانه، کمربندی ۱، میدان فرمانداری |
| ۲    | هتل شادی                  | ۴ ستاره | سنندج، بلوار پاسداران            |
| ۳    | هتل زریوار مریوان         | ۴ ستاره | مریوان                           |
| ۴    | هتل شاهو (در دست ساخت)    | ۴ ستاره | سنندج، بلوار پاسداران            |
| ۵    | هتل جهانگردی              | ۳ ستاره | سنندج، سه‌راه شالمان              |
| ۶    | هتل آریان بانه            | ۳ ستاره | بانه                             |
| ۷    | هتل هورامان               | ۳ ستاره | سرو آباد                         |
| ۸    | هتل فرهنگیان              | ۲ ستاره | سنندج، سه‌راه شالمان              |
| ۹    | هتل سامان                 | ۲ ستاره | بانه                             |
| ۱۰   | هتل ستاره طلایی           | ۲ ستاره | بانه                             |
| ۱۱   | هتل مژده                  | ۲ ستاره | قروه                             |
| ۱۲   | هتل آبیدر                 | ۱ ستاره | سنندج، فردوسی                    |
| ۱۳   | هتل جبار                  | ۱ ستاره | سنندج، فردوسی                    |
| ۱۴   | هتل هدایت                 | ۱ ستاره | سنندج، فردوسی                    |
| ۱۵   | هتل آزادی                 | ۱ ستاره | سقز                              |
| ۱۶   | هتل بام ایران             | ۱ ستاره | بیجار                            |
| ۱۷   | هتل سقز                   | ۱ ستاره | سقز                              |
| ۱۸   | هتل قصر                   | ۱ ستاره | مریوان                           |
| ۱۹   | هتل قصر نور               | ۱ ستاره | سقز                              |
| ۲۰   | هتل زریوار                | ---     | مریوان                           |
| ۲۱   | مهمانسرای جهانگردی مریوان | ---     | مریوان                           |